# Эль-Гинди, Эссам
Эссам Эль-Гинди (14 июля 1966, Каир) — египетский шахматист, гроссмейстер (2008).
В составе сборной Египта участник 2-х Олимпиад (1996—1998).

## Таблица результатов
| Год  | Город  | Турнир         | + | − | = | Результат | Место |
| ---- | ------ | -------------- | - | - | - | --------- | ----- |
| 1996 | Ереван | 32-я олимпиада | 1 | 5 | 1 | 1½ из 7   |       |
| 1998 | Элиста | 33-я олимпиада | 3 | 3 | 4 | 5 из 10   |       |
|      |        |                |   |   |   | из        |       |

## Изменения рейтинга
| Графики недоступны из-за технических проблем. См. информацию на Фабрикаторе и на mediawiki.org. |